# المرأة في الحرب

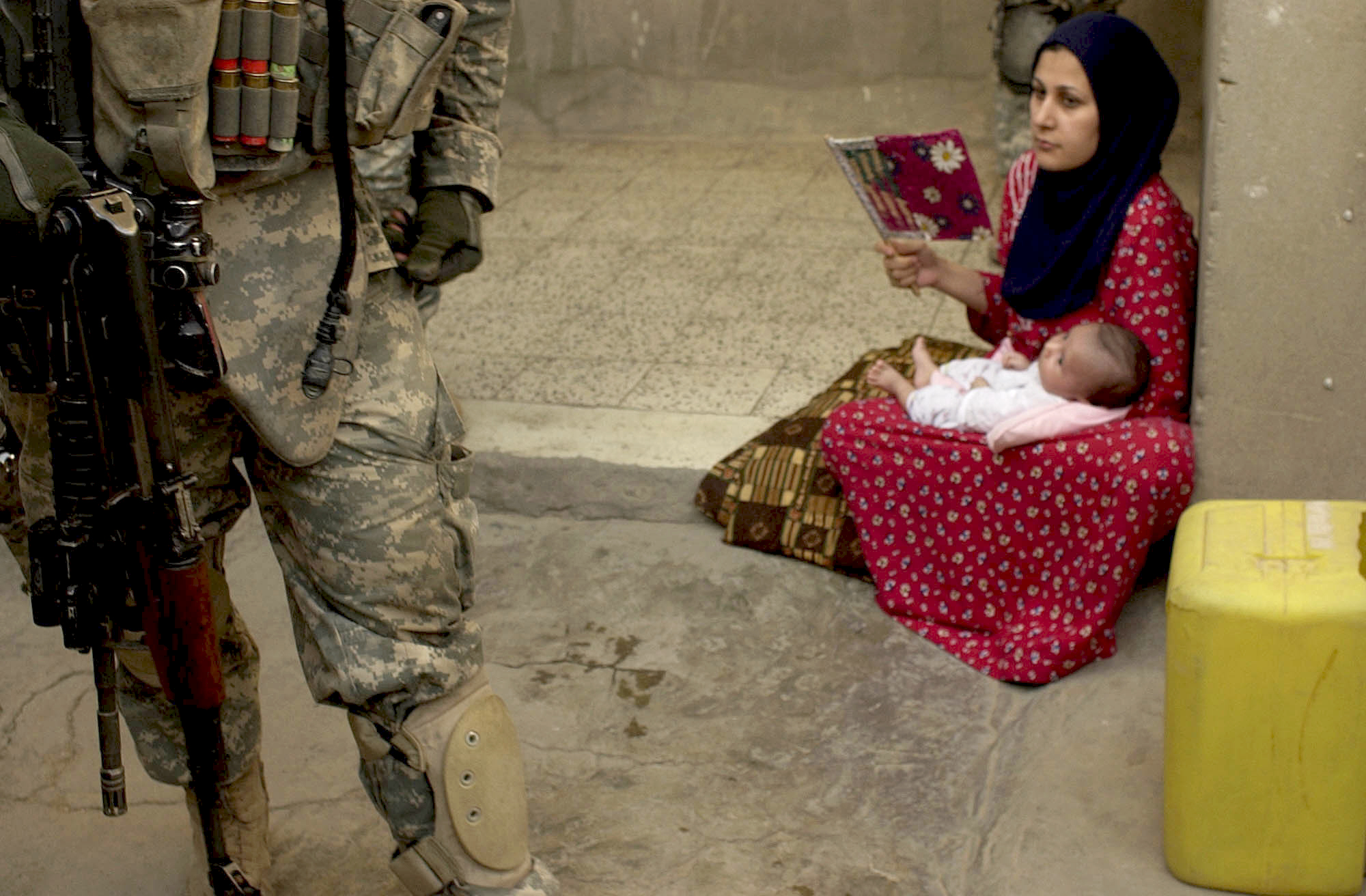

تعد تجارب المرأة في الحرب متنوعة حيث لعبت المرأة دوراً حاسماً في الجبهة الداخلية.

## المرأة في الحرب في الإسلام
في الإسلام، كان للمرأة دورها في الحرب أيضًا، فقد كان لرُفيدة الأسلمية خيمة طبيّة في المسجد، يُنقَل إليها الجرحى فتداويهم فيها، لتكون خيمتها هذه بمثابة أوّل مستشفىً ميدانيٍّ في الإسلام، وأوردت الروايات أنّ الصحابيّ الجليل سعداً بن معاذ -رضي الله عنه- حين أُصيب في غزوة الخندق، أمر النبيﷺ بأن يُحمَل سعدٌ إلى خيمة رفيدة  في المسجد لتعالجه وتداوي جرحه، كما جاء في الرواية: «لمّا أُصيبَ أَكحُلُ سعدٍ يومَ الخندقِ فثقُل حوَّلوه عند امرأةٍ يُقال لها: رُفَيدةُ، وكانت تُداوي الجَرحى، فكان النبيُّ -صلَّى اللهُ عليهِ وسلَّمَ- إذا مرَّ به يقول: كيف أمسيتَ؟ وإذا أصبحَ قال: كيف أصبحتَ؟»، ونظراً للدور الذي قامت به رفيدة قسم لها النبيّ ﷺمن غنائم غزوة خيبر، وجعل لها سهماً كما سهم المقاتل من الغنيمة؛ تكريماً لها وتقديراً لدورها الذي تعدّى نفعه المجاهدين وعامّة المسلمين.

## المرأة في الحرب في العصر الحديث
بحلول القرن الثامن عشر عمل بعض النساء اللاتي التحقن بالجيوش المكلفة بالمهمات القتالية أعمال تتمثل في الطهي وغسل الملابس كما عمل بعض النساء بمصانع الذخيرة. وبداية من منتصف القرن التاسع عشر، أصبح للتمريض دوراً هاماً أيضا.
حيث كان الدور الأساسي للمرأة في الحرب العالمية الأولي (1914-1918) كان العمل بمصانع الذخيرة والزراعة وأدوار اخري لتعويض الرجال المجندين للجيش. كما لعبت المرأة دوراً جلياً في إنجاح نظام الحصص الغذائية. شكلت الحرب العالمية الثانية نقطة تحول مصيرية حيث تولى ملايين من النساء أدوار خطيرة على الجبهة مثل العمل في مصانع الذخيرة وما خالفها محل الرجال المجندين
زادت الأعمال التطوعية حيث ظهر التغيير الجسيم بالتحاق الملايين من السيدات في الوحدات العسكرية العادية حيث تولين الوظائف الكتابية ليتفرغ الرجال للقتال.  
تم تكليف بعض النساء (خاصة في الاتحاد السوفيتي وألمانيا وبريطانيا) بأدوار قتالية على نطاق ضيف خاصة في الوحدات المضادة للطائرات حيث أسقطن قاذفات العدو وهن في مأمن من الأسر في نفس الوقت.
استعانت التحركات الأرضية والمقاومة بمجهودات النساء على نطاق واسع في أدوار الدعم. أما بعد عام 1945 تم الحد بشكل كبير من الأدوار المعينة للمرأة في كل الجيوش الكبرى. ثم بدأ من السبعينيات لعبت المرأة دوراً متزايداً في جيوش الدول الكبرى وصل حتى 2005 منصب كطيار مقاتل. كانت القوانين الجديدة مثيرة للجدل على نطاق واسع لأسباب عدي تتضمن الفروق الجسدية بين الجنسين وقضية الهوية الجنسانية للعديد من النساء والرجال.